# Fann Wong
Fann Wong (en chino tradicional, 范雯芳; en chino simplificado, 范雯芳; pinyin, Fàn Wénfāng) (n. 27 de enero de 1971) es una actriz, cantante y modelo singapurense.
En 2002 dio vida a Lin, la hermana menor de Chong Wang (Jackie Chan) en la película Shanghai Knights. Desde muy niña practicó karate, hasta llegar a cinturón negro.

## Filmografía
- 1999,  La Verdad sobre Jane y Sam
- 2000, Cuando Caigo en Amor… con Ambos
- 2003, Los rebeldes de Shanghái
- 2005, En Memorias de Henry
- 2007, Baile del Dragón [1]
- 2007, Just Follow Law
- 2008,  W.
- 2009,  El Juego Comenzó
- 2010, Feliz día Lucy